# Obóz w Tengeru
Obóz w Tengeru – obóz dla polskich uchodźców z terenów ZSRR, utworzony w czasie II wojny światowej w północno-wschodniej części brytyjskiej kolonii Tanganika (obecnie Tanzania), położony niedaleko Aruszy.

## Geneza osiedla i budowa
W czasie II wojny światowej w Tengeru powstały osiedla dla polskich uchodźców, przez które w latach 1942–1950 przeszło ok. 5 tys. Polaków. Do obozu trafiali Sybiracy, którym udało się wydostać z sowieckich łagrów i miejsc zesłania, a następnie opuścić ZSRR wraz z Armią Andersa. Kobiety, dzieci oraz mężczyźni niezdolni do służby wojskowej trafili do obozów przejściowych, następnie wyruszyli w dalszą tułaczkę, m.in. do Afryki Wschodniej. Z tymczasowego miejsca pobytu w Iranie, następnie w Indiach przesiedlono ponad 18 tys. Polaków.
Na terenie Afryki Wschodniej i Południowej założono 22 osiedla, największe w Tengeru, położone na wysokości 1200 m n.p.m. w masywie Kilimandżaro, a kolejne co do wielkości w Masindi i Koja w Ugandzie. Zbudowano osiedle, kościół, bożnicę, szpital. Wśród wielu innych mieszkał tam Wacław Korabiewicz, Delegat Rządu RP w Londynie. Uchodźcami opiekował się angielski Zarząd do Spraw Uchodźców w Afryce. Założono gospodarstwo rolne i ogród, w którym Polacy sadzili pomidory, ogórki, słoneczniki, by stworzyć sobie mały kawałek Polski. Dla 8 tysięcy dzieci, które na sześć lat trafiły do osiedla polskich uchodźców, był to czas radości, beztroskich zabaw, wycieczek krajoznawczych.

## Szkolnictwo i kultura
Tengeru miało najbardziej rozbudowaną, ze wszystkich polskich osiedli w Afryce, sieć szkół, zwłaszcza średnich, w tym zawodowych (był tam też m.in. sierociniec), i szkoły te działały najdłużej. Zorganizowano tu największy ośrodek szkolny dla dorastającej młodzieży z gimnazjum i liceum ogólnokształcącym, liczącym kilkaset uczennic i uczniów, ponadto gimnazja kupieckie i krawieckie, średnią szkołę rolniczą i szkołę mechaniczną. Polacy mieli nauczycieli z wyższym wykształceniem. Nie wszyscy byli z zawodu nauczycielami, byli też inżynierowie i prawnicy. Jedną ze szkół, dla ponad stu polskich sierot, zorganizował w Tengeru Józef Jagielski, były burmistrz Wieliczki i Sybirak. W życie osiedla włączali się instruktorzy harcerscy (m.in. Zdzisława Wójcik) i księża. Harcerstwo stało na szczególnie wysokim poziomie. Rozwijało się życie kulturalne (teatr, chór), funkcjonowały drużyny sportowe (dużą popularnością cieszyła się piłka nożna), a czas – poza nauką i pracą – wypełniały różne uroczystości związane z obchodami polskich świąt państwowych albo religijnych.

## Likwidacja osiedla
W 1947 rozpoczęły się naciski mające na celu likwidację obozów uchodźczych. Do obozu w Tengeru zwieziono wówczas dzieci z pozostałych likwidowanych osiedli w Afryce. Podobnie likwidowano obozy w Indiach, w Balachadi i Valivade. Władze Polski Ludowej nalegały na szybką repatriację polskich sierot do kraju. Większość dorosłych i dzieci obawiała się jednak powrotu do rządzonego przez komunistów kraju. Zarządzający obozem zostali powiadomieni przez Watykan, iż episkopat kanadyjski chętnie przyjmie polskie sieroty. Międzynarodowa Organizacja Uchodźców (IRO), następczyni UNRRA, zaproponowała, aby dzieci, które nie chcą wracać do kraju, przesiedlić do Włoch. W czerwcu 1949 polska młodzież na pokładzie włoskiego statku przybyła do Bari.  Obóz zorganizowano w Salerno nad Morzem Tyrreńskim. Urzędnicy repatriacyjni zaczęli rejestrację dzieci i namawianie ich do powrotu do Polski. W obozie pojawiła się przedstawicielka amerykańskiego i kanadyjskiego episkopatu Dorothy Sullivan z zadaniem „ratowania” katolickich dzieci i zorganizowania ich wyjazdu do Kanady, gdzie wyjechało około 150 dzieci. W Kanadzie, gdzie dzieci zostały przyjęte, zapewniono im godne warunki życia i możliwość nauki lub pracy.

## Cmentarz wygnańców

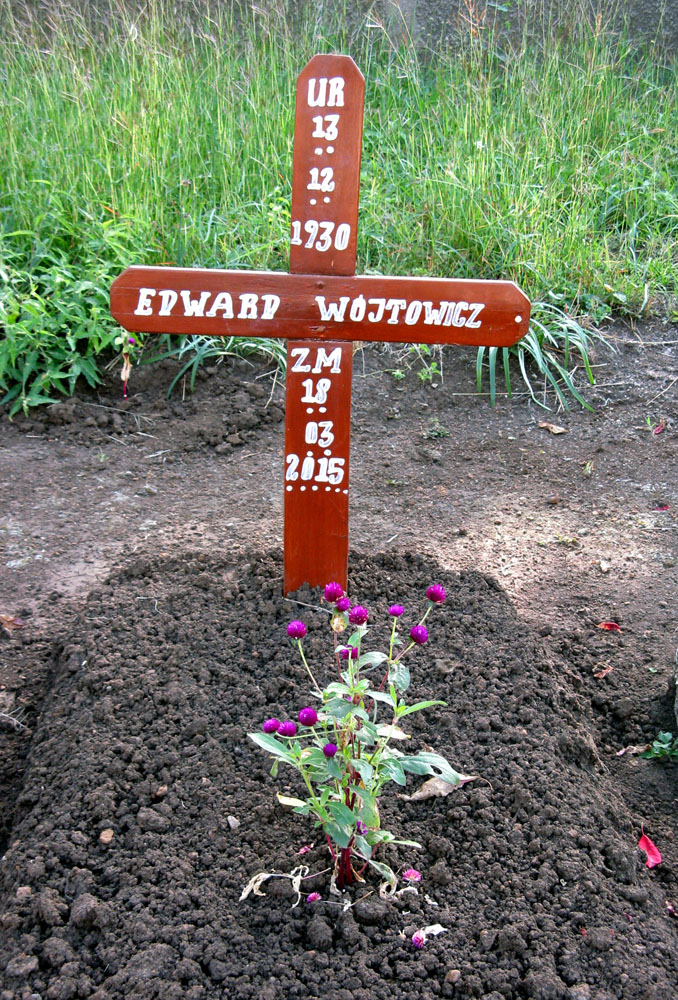
Mogiła Edwarda Wójtowicza, ostatniego Polaka pochowanego jak dotąd (stan na lipiec 2015 r.) na polskim cmentarzu w Tengeru.

Przy drodze do Aruszy (po lewej stronie drogi) przetrwał polski cmentarz, na którym spoczywają szczątki 150 Polaków, zmarłych m.in. na choroby tropikalne, w tej liczbie jest kilka grobów prawosławnych i dziewięć żydowskich. W kaplicy cmentarnej umieszczono herby największych polskich miast oraz tablicę pamiątkową z napisem: „Cmentarz wygnańców polskich”. Taki sam napis widnieje na tablicy w polskich barwach narodowych umieszczonej przy bramie cmentarza. Ostatnia Polka została pochowana tu w 2007, zaś ostatni Polak, Edward Wójtowicz (z tanzańskim paszportem, opiekujący się cmentarzem), w 2015. W okolicy działa misja, która troszczy się o porządek na cmentarzu. Stan cmentarza był powodem troski parlamentarzystów. W 2012 skierowano zapytanie poselskie do ministra spraw zagranicznych w sprawie zapewnienia środków na dalsze utrzymanie i opiekę nad cmentarzem.

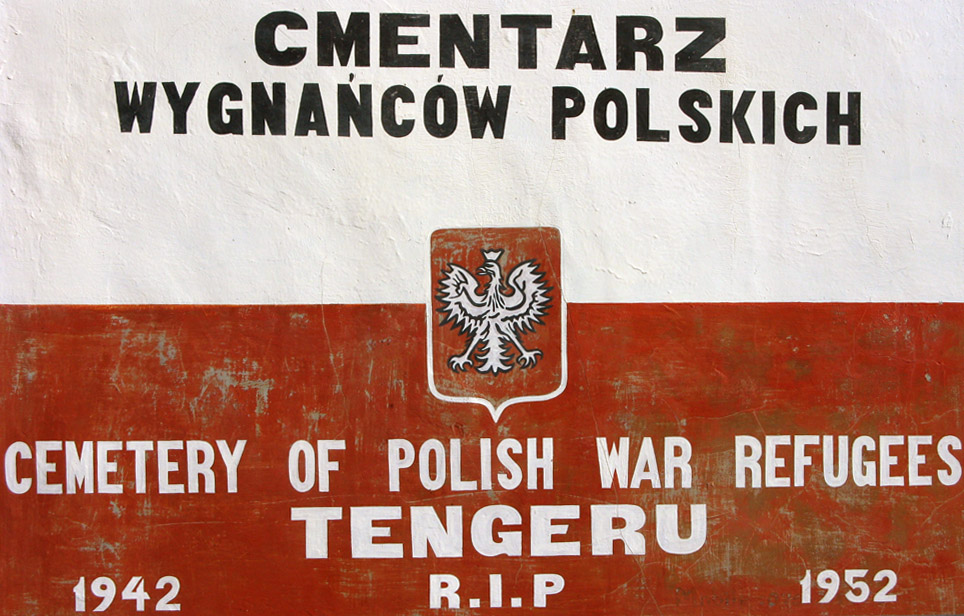
Tablica na murze cmentarza.

## Uchodźcy w XXI wieku
W 2009 na podstawie wspomnień dawnych uchodźców nakręcono film dokumentalny Afryka mojego dzieciństwa. Dzięki hojności uchodźców, na apel w „Dzienniku Polskim” jednej z dawnych mieszkanek osiedla, która powróciwszy z wizytą do Afryki po 50 latach zobaczyła niedaleko Tengeru więzienie dla matek z dziećmi, powstało tu Schronisko św. Gabriela. We Wrocławiu odbywają się zjazdy „Afrykańczyków”, a w Jachrance odbył się Światowy Zjazd uczniów szkół Tengeru.

## Polska pomoc dla Tengeru
Tengeru jest miastem handlowym, odległym o 20 minut jazdy od Aruszy. Mieści się tu Institute of Community Development (pol. Instytut Rozwoju Społeczności). W środy i soboty czynne jest lokalne masajskie targowisko. Niektóre zabudowania gospodarcze, założone przez Polaków plantacje drzew kawowych i urządzenia do płukania kawy nadal istnieją. W pozostałych po polskim osiedlu budynkach działa wyższa szkoła rolnicza Livestock Training Agency, na wejście potrzebne jest zezwolenie. Począwszy od 2009 r., w ramach Programu Polskiej Współpracy Rozwojowej („Polska Pomoc Zagraniczna”) współfinansowanego przez Ministerstwo Spraw Zagranicznych RP polscy naukowcy z SGGW współtworzyli Laboratorium Parazytologii w LITA Tengeru. W ramach projektu zakupiono między innymi sprzęt do badań laboratoryjnych i terenowych, wyposażono pracownię w sprzęt komputerowy. Naukowcy mogli kontynuować dzieło rozpoczęte w latach 40. przez polskich uchodźców wojennych. Dzięki projektowi realizowanemu przez Fundację „Kultury Świata” wybudowano także dwie biogazownie, wykorzystywane do gotowania posiłków w kuchni studenckiej i do pasteryzacji mleka w mleczarni LITA, oraz wyposażyli w deszczownie służące nawadnianiu łąk.

## Ciekawostki
Wśród osób, które zmarły w obozie na malarię był chorąży Kazimierz Szlamp, kawaler Virtuti Militari.
W latach 1962–1965 do szkoły średniej w Tengeru uczęszczał prezydent Tanzanii Jakaya Kikwete.